# Alvin Karpis
Alvin "Creepy" Karpis (10 augustus 1908 - Torremolinos, 26 augustus 1979) was een Amerikaans gangster. Hij richtte samen met Fred Barker de Barker-Karpis bende op. De bende was actief in de jaren dertig, met het beroven van banken en treinen, en twee grote ontvoeringen van rijke zakenlieden. Karpis was ook de langstzittende gevangene van Alcatraz.

## Biografie
Karpis vormde een vriendschap met Barker tijdens gevangenschap in Lansing Correctional Facility. In 1931 werden ze beide vrijgelaten, kort daarna richtten ze de Barker-Karpis bende op.
In juni 1933 ontvoerde de Barker-Karpis bende William Hamm, directeur van de Theodore Hamm Brewing Company in St Paul. De bende vervoerde Hamm naar Wisconsin en dwong hem om vier losgeldbrieven te ondertekenen. De bende eiste $100.000 voor zijn vrijlating. Hamm werd vrijgelaten nadat het geld was overhandigd.
In januari 1934 ontvoerde de bende Edward Bremer, wederom in St Paul. Dit maal eiste de bende $200.000 aan losgeld. Na drie weken ontvingen ze het geld, en werd Bremer vrijgelaten. De bende reisde af naar Chicago om het losgeld wit te wassen, maar realiseerden zich dat de FBI de serienummers van de biljetten had genoteerd.
Het meesterbrein achter de ontvoeringen, Shotgun Ziegler, begon op te scheppen over de ontvoeringen. Zodoende werd hij op 22 maart 1934 doodgeschoten door de andere leden van de bende. Zijn lijk werd achtergelaten en FBI-agenten vonden namen, aliassen, adressen en andere waardevolle informatie in Ziegler's zakken. Dit leidde al snel tot de dood of arrestatie van de belangrijkste leden van de bende. De bende splitste zich op om verdere arrestaties te voorkomen.
Op 16 januari 1935 kwamen Fred Barker en zijn moeder om het leven tijdens een vuurgevecht met de FBI. Op 1 mei 1936 werd Karpis gearresteerd in New Orleans door FBI-directeur Hoover en FBI-agenten. Karpis pleitte schuldig aan de ontvoering van William Hamm, en werd veroordeeld tot levenslang in de gevangenis. Na een verblijf in Alcatraz en andere gevangenissen, werd hij in 1969 voorwaardelijk vrijgelaten. Hij werd uitgezet naar Canada en verkocht de rechten op zijn memoires.
In 1973 verhuisde Karpis naar Spanje. Op 26 augustus 1979 werd hij dood gevonden in zijn appartement aan Plaza de la Caracola  in Torremolinos, Spanje. De omstandigheden waren verdacht: was dit een vergelding, een ongelukkige overdosis of zelfmoord? Karpis werd begraven op de San Miguel begraafplaats in Málaga.
In populaire cultuur:
De historische, waargebeurde misdaad podcastserie Moord Podcast maakte een aflevering over Karpis
- Bibliothèque nationale de France: cb127614754 (data)
- International Standard Name Identifier: 0000 0000 7409 2850
- Library of Congress Control Number: n81014398
- National Archives and Records Administration: 10569076
- SNAC: w6c857q6
- Système universitaire de documentation: 190855541
- Virtual International Authority File: 48077207
- WorldCat: E39PBJth3gfFfQYtF4DKrXVHmd